# Venturia townesi
Venturia townesi är en stekelart som först beskrevs av Setsuya Momoi 1965.  Venturia townesi ingår i släktet Venturia och familjen brokparasitsteklar. Inga underarter finns listade i Catalogue of Life.